# 阿韦讷 (加来海峡省)
阿韦讷（法語：Avesnes，法語發音：[avɛn]）是法国上法兰西大区加来海峡省的一个市镇，属于蒙特勒伊区。

## 地理
阿韦讷（50°33'0"N, 1°58'18"E）面积3 平方千米，位于法国上法蘭西大區加来海峡省，该省份为法国北部沿海省份，西北濒北海，南至索姆省，东临北部省。
与阿韦讷接壤的市镇（或旧市镇、城区）包括：埃尔尼、马南冈、维坎冈、埃尔利。
阿韦讷的时区为UTC+01:00、UTC+02:00（夏令时）。

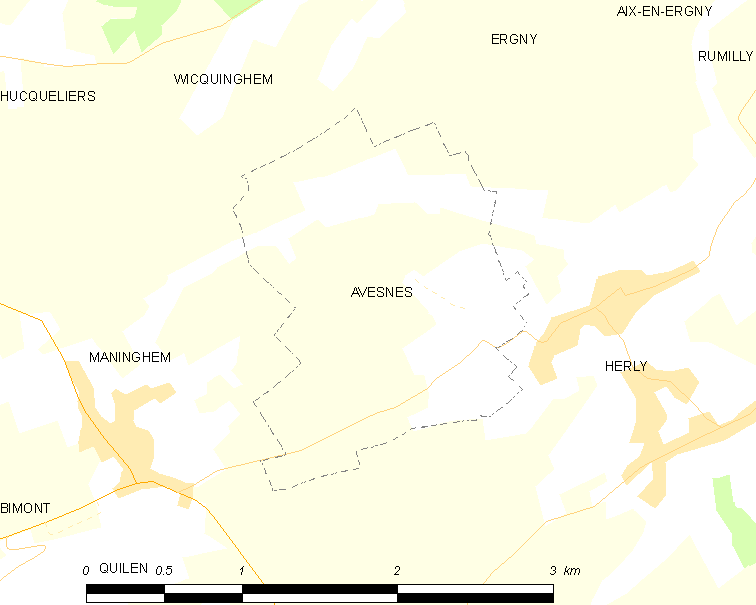
阿韦讷的OSM定位图

## 行政
阿韦讷的邮政编码为62650，INSEE市镇编码为62062。

## 政治
阿韦讷所属的省级选区为兰布尔县。

## 人口

1962-2008年间阿韦讷人口变化图示

阿韦讷于2022年1月1日时的人口数量为49人。